# Бергфельд
Бергфельд (нем. Bergfeld) — община в Германии, в земле Нижняя Саксония.
Входит в состав района Гифхорн. Подчиняется управлению Броме. Население составляет 918 человек (на 31 декабря 2010 года). Занимает площадь 10,6 км².

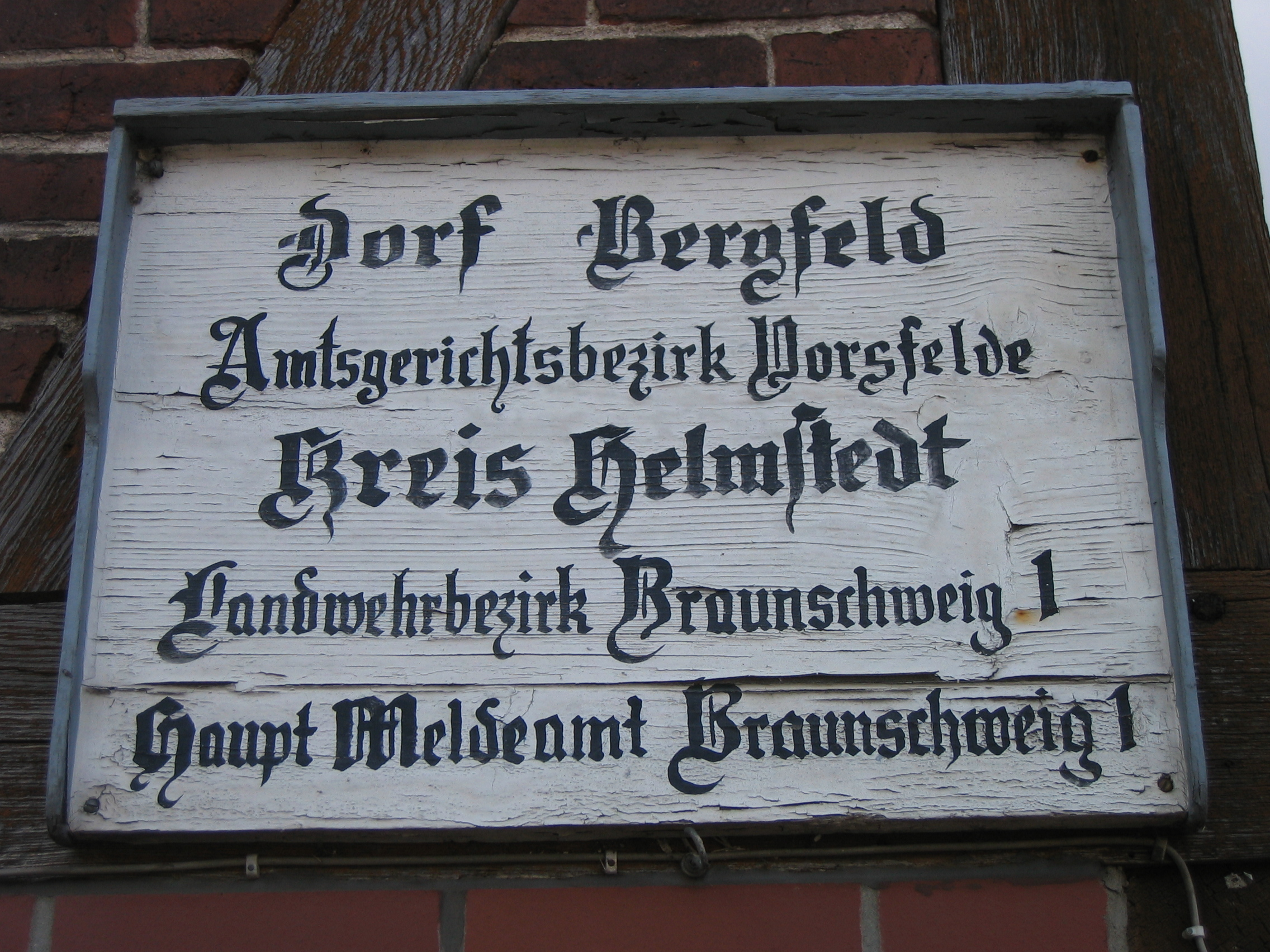
Бергфельд

| Год  | Население |
| ---- | --------- |
| 1990 | 694       |
| 1995 | 778       |
| 2000 | 922       |
| 2005 | 939       |
| 2010 | 938       |